# 2 iunie (calendar ortodox)

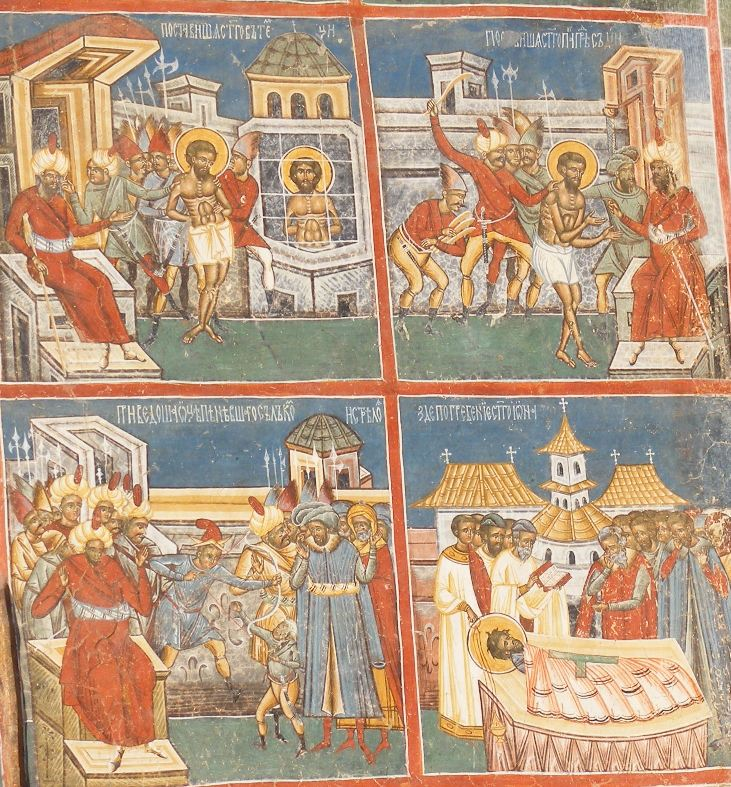
Martiriul Sf Ioan cel Nou (Mănăstirea Voroneț)

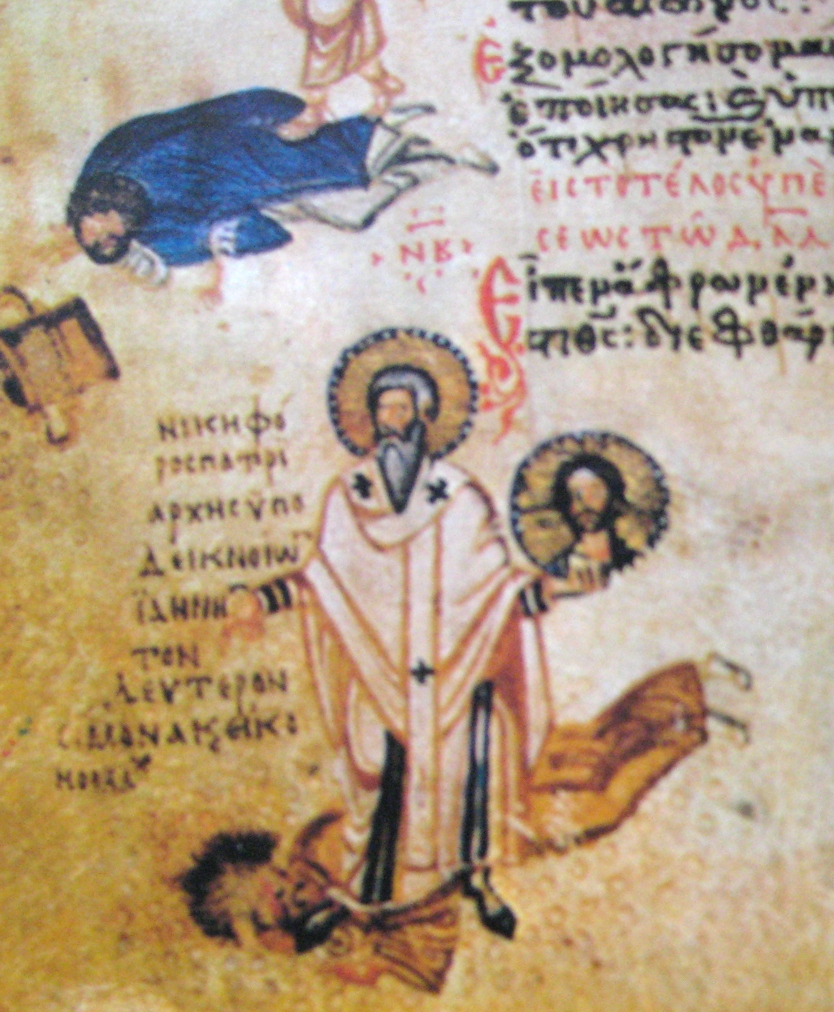
Nichifor I Mărturisitorul, Patriarh al Constantinopolului între anii 806–815

2 iunie în calendarul ortodox:

## Sfinți
- pomenirea celui între sfinți Părintele nostru Nichifor Mărturisitorul, patriarhul Constantinopolului.
- pomenirea Sfinților 38 de Mucenici, care în baie fiind băgați și pecetluindu-le ușa s-au săvârșit.
- pomenirea Sfintei Maici care, împreună cu trei sfinți fii ai săi, de sabie s-au săvârșit.
- pomenirea Sfântului Cuviosului Mucenic Erasm, cel ce a locuit în Hermelia Ahridului și care cu pace s-a săvârșit.
- pomenirea Sfintilor 20.000 ce au crezut în Hristos prin Sfântul Erasm, care de sabie s-au săvârșit.
- pomenirea Sfântului noului Mucenic Dimitrie cel ce în Filadelfia a mărturisit la anul 1657, și care de sabie s-a săvârșit.
- pomenirea Sfântului Mucenic Ioan cel Nou de la Suceava.

## Evenimente
Înălțarea Domnului 2022

## Decese
- 828: Nichifor I Mărturisitorul, Patriarh al Constantinopolului între anii 806–815